# Tables de Vipasca
Les tables de Vipasca sont deux tables de bronze découvertes sur le site archéologique de Vipasca, près de la ville d'Aljustrel, au Portugal. Découvertes pour la première (Vipasca I) en 1876 sur un crassier, pour la seconde (Vipasca II) en 1906, elles constituent un témoignage de premier plan sur l'exploitation minière pratiquée à l'époque romaine. Vipasca se situe en effet au sud-ouest de la péninsule Ibérique, dans la partie occidentale de la zone pyriteuse (FeS2) s'étendant de Séville à l'océan Atlantique.

## Contenu
Les deux tables datent apparemment du règne d'Hadrien. La première expose en détail le règlement des différentes fermes concernant le territoire minier (metallum Vipascense). La seconde concerne plus le règlement fiscal de l'exploitation et les mesures destinées à assurer la sécurité globale de l'exploitation.
L'exploitation et le territoire minier qui l'accueillait étaient placés sous l'autorité d'un procurateur affranchi. Le territoire ne dépendait donc pas d'une cité. L'exploitation était assurée par des exploitants individuels qui achetaient au fisc le droit d'exploitation et lui versait la moitié du minerai extrait. Ces exploitants (coloni), qui semblent avoir été assez modestes, utilisaient des puits jumeaux pour descendre jusqu'à la couche métallifère. Un travers banc assurait l'exhaure de l'ensemble de la mine et était placé sous la surveillance du procurateur.
La vie quotidienne sur le territoire minier était très encadrée par le fisc : nombre d'activités essentielles ne pouvaient être pratiquées que dans le cadre d'une ferme organisée par le fisc et contrôlée par le procurateur. Ces diverses activités (crieur public, gestion des thermes, cordonnerie, barbiers, etc.) étaient donc érigées en monopole plus ou moins absolu.

### Édition et commentaire
- Claude Domergue, La Mine antique d’Aljustrel (Portugal) et les tables de bronze de Vipasca, Bordeaux, 1983.
- Sergio Lazzarini, Lex metallis dicta. Studi sulla tavola di Vipasca, Rome, 2001 (ne concerne que la table II).

### Ouvrages généraux
- Patrick Le Roux, Romains d'Espagne. Cités et politique, Paris, 1999.
- Claude Lepelley (dir.), Rome et l’intégration de l’Empire 44 av. J.-C. - 260 ap. J.-C. t. 2. Approches régionales du Haut-Empire romain, Paris, 1998.
- Jean-Marie Lassère, Manuel d'épigraphie romaine, Paris, 2007.

### Ouvrages et articles spécialisés sur les mines romaines antiques

#### Ouvrages
- Claude Domergue, Les Mines de la péninsule Ibérique dans l'Antiquité romaine, Paris, 1990.
- Voir la mise au point de Daniel Nony sur l'historiographie de la péninsule Ibérique : Daniel Nony, «  La péninsule Ibérique dans l'Antiquité  », Annales. Économies, sociétés, civilisations, nos 46/5,‎ 1991, p. 1115-1117 (lire en ligne).
- et la recension qu'en fait Jean Andreau dans la revue Annales : Jean Andreau, « Les mines de la péninsule Ibérique dans l'Antiquité romaine (compte-rendu) », Annales, nos 46/5,‎ 1991, p. 1117-1119 (lire en ligne).

- Claude Domergue, Les Mines antiques. La production des métaux aux époques grecque et romaine, Paris, 2008.

#### Articles
- Jean Andreau, « Recherches récentes sur les mines romaines. I. Propriété et mode d'exploitation », Revue numismatique, 1989, volume 6, no 31, p. 86-112.
- Michel Christol et Ségolène Demougin, « De Lugo à Pergame : la carrière de l'affranchi Saturninus dans l'administration impériale », MEFRA, 1990, volume 102, no 102-1, p. 159-211.
- Michel Christol, « Un aspect de l'administration impériale : le procurateur des mines de Vipasca », Pallas, 50, 1999, p. 233-244 en ligne sur Persée.
- Stanislas Mrozek, « L'argent dans les tables de Vipasca », Pallas, 50, 1999, p. 253-261 en ligne sur Persée.
- Almudena Orejas et Inès Sastre, « Origines de la main-d'œuvre dans les mines romaines de la péninsule Ibérique », dans Routes et marchés d'esclaves : Actes du XXVIe colloque du GIREA (Besançon, 2001), Presses universitaires franc-comtoises, coll. « ISTA », 2002, p. 83-93.
- Jean Peyras, « La potestas occupandi dans l'Afrique romaine », Dialogues d'histoire ancienne, 1999, volume 25, no 25-1, p. 129-157.